# Octave Mirbeau

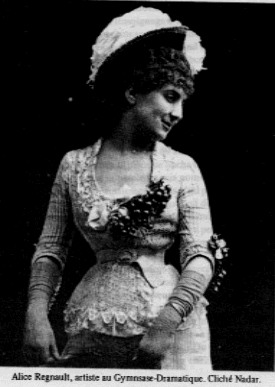
Alice Regnault (1849–1931), manželka Octava Mirbeaua

Octave Mirbeau (vlastním jménem Octave Henri Marie Mirbeau, 16. února 1848, Trévieres (Calvados) - 16. února 1917, Paříž) byl francouzský žurnalista, kritik, dramatik, romanopisec a aktivista konce 19. století. Byl jedním z deseti zakládajících členů Goncourtovy akademie. Psal však také satirické, ironické povídky plné černého humoru.

## Romány
Poté, co napsal deset anonymně podepsaných románů, debutoval se svým vlastním Le Calvaire (Kalvárie, 1886), ve kterém mu psaní dovolilo překonat traumatické vzpomínky na jeho zničující poměr s Judith Vimmer, pokládanou za nemocnou, kterou v románu přejmenoval na Juliette Roux. V roce 1888 publikoval L'Abbé Jules (Pater Julius), první pre-freudovský román psaný pod vlivem Dostojevského, který se objevil ve francouzské literatuře. Tento text představoval dva hlavní zajímavé charaktery: abbé Jules a otec Pamphile. V knize Sébastien Roch (1890) zpracoval své traumatické zážitky z jezuitské školy ve Vannes. V románu je třináctiletý Sébastien pohlavně zneužíván knězem, což mu zničí život.
Poté se dostavila existenciální a literární krize, přesto během této doby ještě publikoval v ročníku pre-existencialistický román o uměleckém osudu, Dans le ciel (Na nebi), kde představil postavu malíře přímo postavenou na Vincentu van Goghovi. V dozvucích Dreyfusovy aféry - kde vydráždil Mirbeau svůj pesimismus - vydal dva romány, jež byly pokládány za skandální svým pojetím ctností : Le Jardin des supplices (Zahrada muk) (1899) a Le Journal d'une femme de chambre (Deník komorné) (1900), pak Les Vingt et un Jours d'un neurasthénique (1901). V těchto dílech narušil tradiční románové konvence, cvičil techniku koláže, překračoval zákon pravděpodobnosti a předstírané důvěřivosti a vzpíral se pokryteckým pravidlům slušnosti. Mirbeau byl Dreyfusovým zastáncem, přestože historici doložili antisemitské pasáže v jeho raných dílech.
V jeho posledních dvou románech - La 628-E8 (1907) a Dingo (1913) - se vzdaloval ještě více realismu. Popustil uzdu své fantazii a použil fantastické elementy: hrdiny románu se stali jeho vlastní automobil a pes. Tím kompletně rozbil konvence realistické beletrie.

## Divadlo
V divadle učinil své první kroky s proletářským dramatem a moderní tragédií, Les Mauvais bergers (Špatní pastýři) (1897). Pak zažil celosvětovou slávu s Les affaires sont les affaires (Obchod je obchod) (1903) - klasická komedie mravů a charakterů v tradici Molièra. Zde představil postavu Isidora Lechata, předchůdce moderního mistra intrik obchodu, produkt nového světa, který staví peníze nad všechno ostatní, peníze, které rozprostírají svá pomyslná chapadla přes celý svět.
V roce 1908 - na konci své dlouhé mediální bitvy - viděl svou hru Le Foyer (Domov) v podání Comédie-Française. V této hře se dotkl dalšího společenského tabu - ekonomické a sexuální zneužívání dospívajících lidí v napohled laskavém domově.
Šest malých jednoaktových her publikoval pod titulem Farces et moralités (1904), byly považovány za neobyčejně pokrokové. Mezi nimi zvláště L'Épidémie. Autor zde provokuje jazykem, klade otázky, demystifikuje právo, vysmívá se projevům politiků a dělá si legraci z jazyka lásky. Za pokračovatele jeho typu divadla mohou být považováni Bertolt Brecht, Marcel Aymé, Harold Pinter nebo Eugène Ionesco. 

## Demystifikátor
Po více než půlstoletí zapomnění došlo na opožděné uznání jeho génia. Jednalo se nejen o pamfletistu, uměleckého kritika, romanopisce a dramatika. Byl také velice schopný demystifikátor. Spisovatelům připisoval úlohu donutit ty, kteří byli „záměrně slepí“, aby se podívali „Medúze zpříma do očí“. V očích „správně smýšlejícího lidu“ a Tartuffů všeho druhu byla jeho snaha dohnat veškerou společnost, aby se zhlédla v tom opravdovém, ohromujícím světle, a aby se sama nad sebou zděsila a uvědomila si své chyby, viděna jako zločin.
Spolupracoval s nositelem Nobelovy ceny Mauricem Maeterlinckem, a významně napomohl umělecké činnosti Camilla Pissarra, Augusta Rodina, Clauda Moneta, Vincenta van Gogha, Camille Claudelové, Aristida Maillola, Félixe Vallottona a jiných důležitých umělců tehdejší doby.

## Díla
- Les Mémoires de mon ami. (1920)Lettres de ma chaumière, povídky (1885).Z deníku dcery prostitutky, 1924
- Le Calvaire, román (1886).

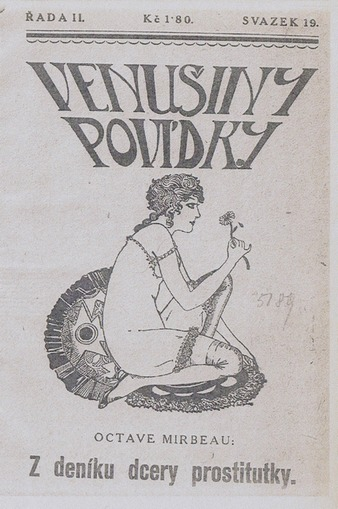
Z deníku dcery prostitutky, 1924

- L'Abbé Jules (Pater Julius), román (1888).
- Sébastien Roch, román (1890).
- Dans le ciel, román (1892–1893).
- Contes de la chaumière, menší povídky (1894)
- Les Mauvais bergers (Špatní pastýři, 1897), sociální drama o 5 aktech, (česky) vyšlo 1906.
- Le Jardin des supplices (Zahrada muk), román (1899).
- Le Journal d'une femme de chambre (Deník komorné), román (1900).
- Les 21 jours d'un neurasthénique, román (1901).
- Les affaires sont les affaires (Obchod je obchod), komedie o 3 aktech (1903).
- Farces et moralités (1904).
- La 628-E8 (1907).
- Le Foyer, komedie o 3 aktech (1908).
- Dingo, román (1913).
- Les Mémoires de mon ami, román (1920).
- Un gentilhomme, román (1920).
- Contes cruels, povídky (1990) ((česky) : Z deníku dcery prostitutky, 1924).
- L'Affaire Dreyfus (1991).
- Lettres de l'Inde (1991).
- Le Concombre fugitif, povídky (1992) ((česky) : Prchajici okurka, 1999).
- Combats esthétiques (1993).
- L'Amour de la femme vénale (1994).
- Combats littéraires (2006).
- Correspondance générale (I, 2003- II, 2005 - III, 2009).
- Les Dialogues tristes (2007).

## Fotogalerie

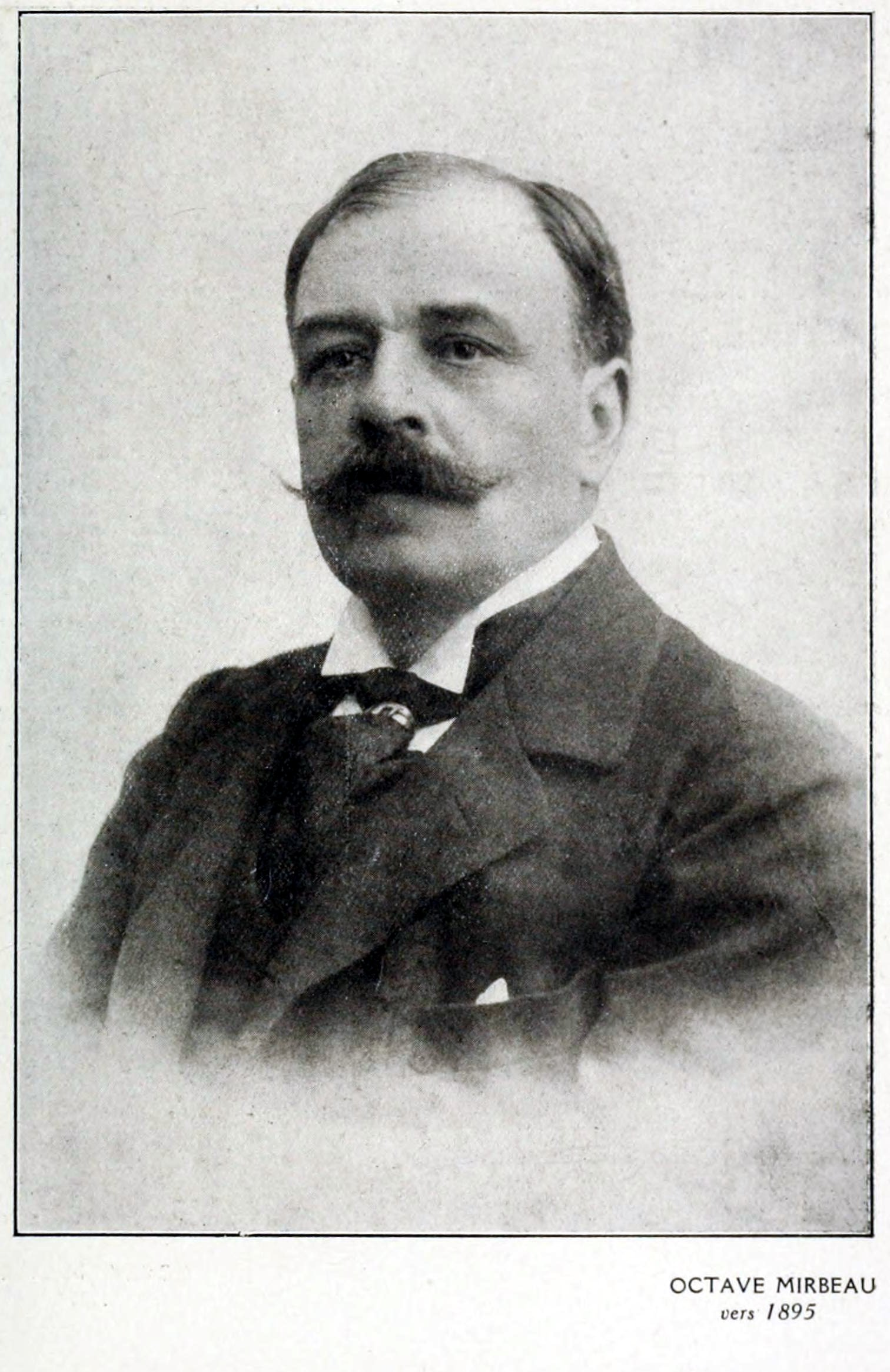
Octave Mirbeau (přibližně 1895)
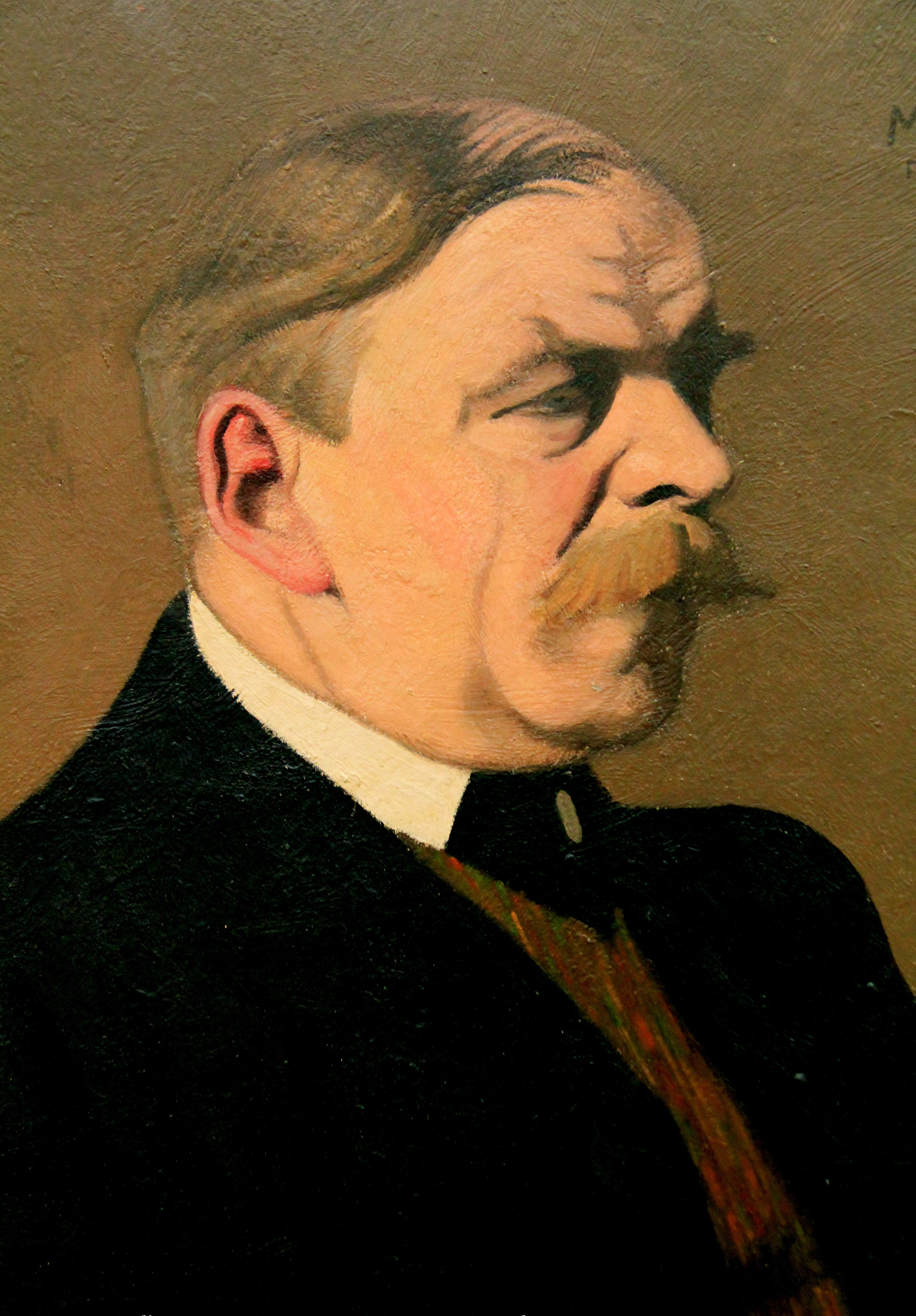
Octave Mirbeau, malba Félixe Vallottona (1902)
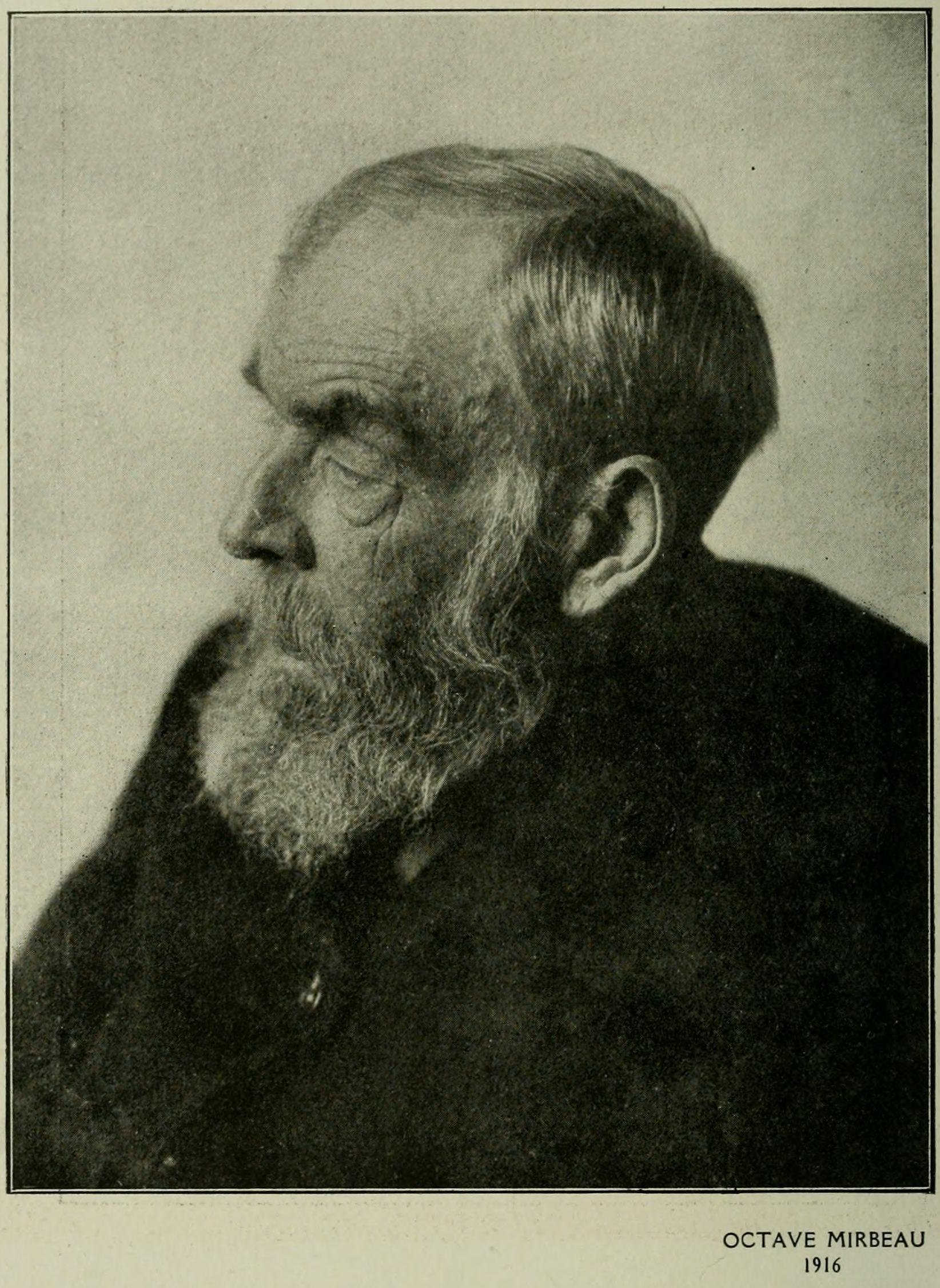
Octave Mirbeau (1916)
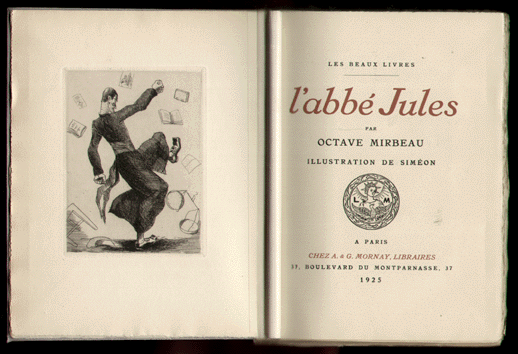
L'Abbé Jules (vydání z roku 1925)
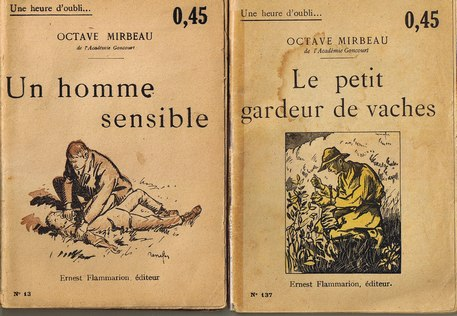
Un homme sensible (vydání z roku 1919) a Le petit gardeur de vaches (vydání z roku 1922)
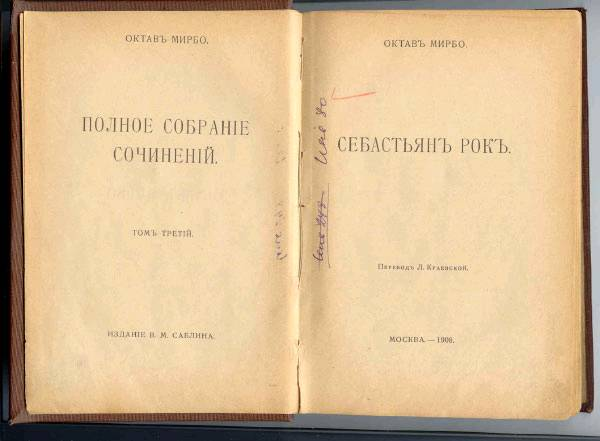
Sébastien Roch (ruské vydání, 1908)